# Hard to Kill (2022)
Hard to Kill est un pay-per-view de catch professionnel organisé par la fédération de catch Impact Wrestling (anciennement TNA), il est le troisième événement de la chronologie des Hard to Kill.

## Contexte
Cet événement de catch professionnel présente différents matchs impliquant des catcheurs heel (méchant) et face (gentil), ils combattent sous un script écrit à l'avance.

## Tableau des matches
| Ordre par numéros | Résultat | Stipulation(s)                                                                      | Temps |
| --- | --- | ----------------------------------------------------------------------------------- | ----- |
| 1P | Jake Something bat Madman Fulton | Match simple                                                                        | 5:25  |
| 2P | Mike Bailey bat Ace Austin, Chris Bey et Laredo Kid | Fatal 4 Way match                                                                   | 8:10  |
| 3 | Tasha Steelz bat Alisha, Chelsea Green, Jordynne Grace, Lady Frost, Rachael Ellering et Rosemary                                                                       | Knockouts Ultimate X match pour devenir challenger au Impact Knockouts Championship | 10:12 |
| 4 | Trey Miguel (c) bat Steve Maclin | Match simple pour le Impact X Division Championship                                 | 12:58 |
| 5 | Jonathan Gresham (c) bat Chris Sabin | Match simple pour le ROH World Championship                                         | 12:41 |
| 6 | Josh Alexander bat JONAH | Match simple                                                                        | 17:09 |
| 7 | Eddie Edwards, Heath, Rhino, Rich Swann et Willie Mack battent The Good Brothers (Doc Gallows & Karl Anderson) et Violent by Design (Deaner, Eric Young & Joe Doering) | Hardcore War Match                                                                  | 25:50 |
| 8 | Moose (c) bat Matt Cardona contre W. Morrissey | Triple Threat Match pour le Impact World Championship                               | 15:58 |
| 9 | Mickie James (c) bat Deonna Purrazzo | Match simple pour le Impact Knockouts Championship                                  | 19:43 |
| La lettre C placée entre parenthèses désigne la personne ou l’équipe championne en titre. P – indique que le match a eu lieu lors du pré-show | |                                                                                     |       |